# Kuziúmovo
Kuziúmovo (en rus: Кузюмово) és un poble d'Udmúrtia, a Rússia, que el 2015 tenia 457 habitants. Pertany al raion d'Alnaixi.